# Еарагама-02
Грама Ніладхарі Еарагама-02 (№ IR/84G) — Грама Ніладхарі підрозділу ОС Ерагама, округ Ампара, Східна провінція, Шрі-Ланка.

## Демографія
| Населення (2007) | Населення (2007) | Населення (2007) | Населення (2007) | Населення (2007) |
| Населення        | Чоловіки         | Жінки            | Діти             | Дорослі          |
| ---------------- | ---------------- | ---------------- | ---------------- | ---------------- |
| 1008             | 528              | 480              | 284              | 724              |